# Hendrix (cráter)

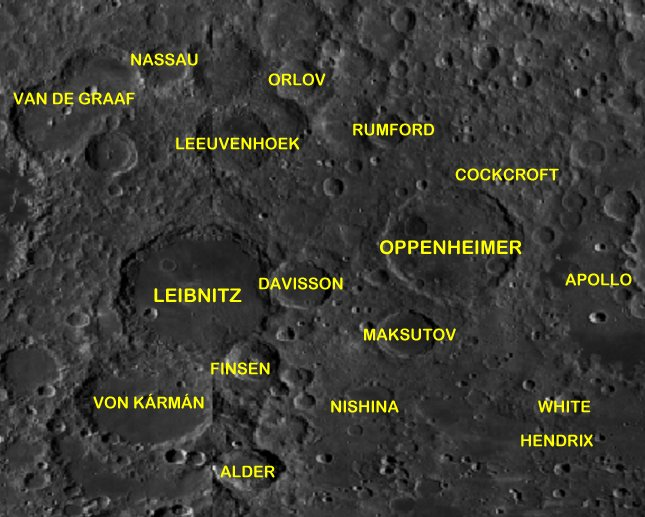
Localización de Hendrix

Hendrix es un pequeño cráter de impacto que se encuentra en la cara oculta de la Luna, en el hemisferio sur. A un diámetro de distancia al nornoreste se halla el cráter White, prácticamente en el borde externo de la  enorme llanura del cráter Apolo. Se trata de un cráter circular, en forma de cuenco, con el borde afilado y poco erosionado. La plataforma interior es prácticamente inexistente.
El cráter lleva el nombre de Don Hendrix.

## Cráteres satélite
Por convención estos elementos se identifican en los mapas lunares colocando la letra en el lado del punto medio del cráter que está más cercano a Hendrix.
|         | \| Hendrix \| Coordenadas \| Diámetro \| \| ------- \| -------------------------------- \| -------- \| \| M \| 48°24′S 158°54′O / -48.4, -158.9 \| 21 km \| |          |
| Hendrix | Coordenadas | Diámetro |
| M       | 48°24′S 158°54′O / -48.4, -158.9 | 21 km    |